# Parklife
| Recensione | Giudizio       |
| ---------- | -------------- |
| Ondarock   | Pietra miliare |

Parklife è il terzo album discografico del gruppo musicale inglese dei Blur, pubblicato il 25 aprile 1994 dalla Food Records.
Ad oggi Parklife ha venduto oltre 5 milioni di copie nel mondo. Nel Regno Unito è stato certificato quadruplo disco di platino dalla BPI.
Ha vinto 4 BRIT Awards 1995 ed è stato inserito nel libro 1001 Albums You Must Hear Before You Die.

## Il disco
Il disco ha permesso al gruppo di imporsi definitivamente nel panorama musicale britannico, permettendo al contempo al filone definito britpop di conquistare la scena insieme all'album Definitely Maybe degli Oasis. Parklife rappresenta quindi un punto di riferimento per la musica rock britannica.
Le registrazioni sono state condotte dal novembre 1993 al gennaio 1994 presso il Maison Rouge di Fulham e presso i RAK Studios del distretto londinese di St John's Wood.

## Tracce
1. Girls & Boys – 4:51
2. Tracy Jacks – 4:19
3. End of a Century – 2:45
4. Parklife – 3:05
5. Bank Holiday – 1:42
6. Badhead – 3:25
7. The Debt Collector – 2:10
8. Far Out – 1:38
9. To the End – 4:04
10. London Loves – 4:15
11. Trouble in the Message Centre – 4:09
12. Clover Over Dover – 3:22
13. Magic America – 3:38
14. Jubilee – 2:47
15. This Is a Low – 5:16
16. Lot 105 – 1:19

## Formazione
Gruppo
- Damon Albarn – voce, tastiere, organo Hammond, Moog, clavicembalo, melodica, vibrafono
- Graham Coxon – voce, chitarra, clarinetto, sassofono, percussioni
- Alex James – basso, voce in Far Out
- Dave Rowntree – batteria, percussioni

Collaboratori
- Stephen Street - tastiere, effetti, programmazione
- Lætitia Sadier – voce in To the End
- Phil Daniels – voce narrante in Parklife
- Stephen Hague – fisarmonica
- Chris Tombling, Audrey Riley, Leo Payne MBE, Chris Pitsillides – quartetto d'archi
- Louisa Fuller, Rick Koster, Mark Pharoah – violino
- John Metcalfe – arrangiamenti archi, viola
- Ivan McCready – violoncello
- Richard Edwards – trombone
- Roddy Lorimer – flicorno, trombone
- Tim Sanders – sax
- Simon Clarke – sax, flauto

## Classifiche
| Classifica (1994) | Posizione massima |
| ----------------- | ----------------- |
| Australia         | 45                |
| Canada            | 41                |
| Europa            | 8                 |
| Giappone          | 36                |
| Norvegia          | 37                |
| Nuova Zelanda     | 27                |
| Regno Unito       | 1                 |
| Svezia            | 8                 |